# 鹿屋市立細山田小学校
鹿屋市立細山田小学校（かのやしりつほそやまだしょうがっこう）は、鹿児島県鹿屋市串良町細山田4781ｰ1に位置する公立小学校。

## 概要
旧串良町、現鹿屋市の東に位置し、農業、畜産等が盛んな地域に位置する。校区が広く、高速道路も地区を通るため、現在児童数が微増の状況にある。大きな時計台がシンボルとなり、大隅半島でも敷地面積が広い学校でもある。
毎月第2土曜日を「CSの日」(Community School)とし、地域、保護者、専門機関等の協力を得ながら、体験的学習の推進を図り、地域と共にある学校作りを進めている。学校から細山田地域を興す教育活動の推進を図っている。
部活動では、2021（令和3）年に同校のソフトボールチーム、「細山田ソフトボールスポーツ少年団」が第47回鹿児島県ちびっこソフトボール大会（県ちび）で中山ソフトボールスポーツ少年団を2ｰ0で破り、チーム初の優勝を果たした。

## 沿革

### 略歴
1874年（明治7年）に細山田小学創立。1947年（昭和22年）串良町立細山田小学校に改称。その後、2006年（平成18年）に鹿屋市立細山田小学校に改称する。

### 年表
出典
- 1874年（明治7年）：細山田小学創立
- 1889年（明治22年）：細山田簡易小学校と改称
- 1892年（明治25年）：細山田小学校と改称
- 1941年（昭和16年）：細山田国民学校と改称
- 1947年（昭和22年）：串良町立細山田小学校と改称
- 1973年（昭和48年）：創立100周年記念式典及び祝賀会
- 1978年（昭和53年）：
  - 第8回国際ライファイゼン図画コンテスト全国最優秀学校賞
  - 14回全国児童才能開発コンテスト図画部門学研奨励賞
  - 全国農業協同組合中央会第2回(お米とごはん)図画募集学校奨励賞
  - 旺文社第22回全国学芸コンクール学校表彰
- 1979年（昭和54年）：
  - 第9回世界展(描画)都道府県団体賞・同指揮者賞
  - 旺文社第23回全国学芸コンクール(描画)学校奨励賞
  - 第28回全国児童・生徒作品コンクール(図画)文部大臣賞
- 1982年（昭和57年）：剣道スポーツ少年団，社団法人「小さな親切」運動本部から表彰
- 1983年（昭和58年）：南日本花壇コンクール入選
- 1984年（昭和59年）：南日本花壇コンクール入選
- 1985年（昭和60年）：南日本花壇コンクール特選
- 1987年（昭和62年）：
  - 県山坂達者研究実践推進校指定
  - 南日本花壇コンクール入選
- 1989年（平成元年）：南日本花壇コンクール入選
- 1990年（平成2年）：
  - 南日本花壇コンクール特選
  - 地区特別活動研究公開
- 1991年（平成3年）:南日本花壇コンクール金賞
- 1992年（平成4年）:南日本花壇コンクール金賞
- 1993年（平成5年）
  - 大韓民国全州市全州北一国民学校と姉妹契約
  - 南日本花壇コンクール金賞
- 1994年（平成6年）
  - 大韓民国全州市北一国民学校と第2回目の交流会実施
  - 県児童生徒作文コンクール特選1名
  - 南日本花壇コンクール金賞
  - 南日本作文コンクール3席1名、入選2名
  - 愛鳥モデル校指定
- 1995年（平成7年）
  - 第3回日韓交流生北一初等学校訪問
  - 南日本花壇コンクール金賞
  - 堂園部落棒踊り伝承活動
- 1996年（平成8年）
  - 第4回日韓交流生北一初等学校訪問
  - 町花壇コンクール金賞
  - 地区「コンピュータ教育」公開研究会
  - 文化財少年団発足
  - 小学校書写コンクール学校賞
- 1997年（平成9年）：
  - 細山田小中合同校区モニター発足
  - 第5回日韓交流生北一初等学校訪問
  - 南日本花壇コンクール奨励賞
- 1998年（平成10年）：第6回日韓交流生北一初等学校訪問
- 1999年（平成11年）：
  - 日韓交流生北一初等学校訪問
  - 地区環境教育研究公開
- 2002年（平成14年）：学校評議員制度導入
- 2006年（平成18年）：
- 鹿屋市立細山田小学校と改称
- 串良地区花壇コンクール金賞
- 2007年（平成19年）：
  - 新校舎への移転
  - 校舎増改築記念式典
- 2008年（平成20年）：特別支援学級新設
- 2009年（平成21年）：：
  - 鹿屋市算数科研究協力校
  - 学校関係者評価委員会制度導入
  - 県学校音楽祭演奏(マーチングバンド部)
- 2011年（平成23年）：
  - 市学校力向上プログラム研究実践発表校
  - かのや英語大好き事業推進校(3ヶ年)
- 2018年（平成30年）：小中合同学校運営協議会発足
- 2019年（平成31年）：
  - 小中一貫校，コミュニティ・スクール開始
  - 鹿屋市指導法改善研究協力校：
- 2019年（令和元年）：フッ化物洗口開始
- 2021年（令和3年）：第2土曜日を「CS（コミュニティ・スクール）の日」と制定
- 2022年（令和4年）：
  - コミュニティ・スクールに係る文部科学大臣表彰
  - 南日本作文コンクール学校賞〔優秀賞〕
- 2023年（令和5年）：
  - 鹿屋市学力向上・県小国研研究公開
  - 南日本作文コンクール学校賞〔奨励賞〕

## 教育目標
- かしこい子【知】(自ら学ぶ子)
- 明るい子【徳】(誰にでも優しく接する子)
- たくましい子【体】(外遊びを楽しむ子)

## 通学区域
- 鹿屋市[4]
  - 立小野、高松、堂園、馬掛、外堀、はし場、更和、新中堀、共和、花鎌、土持、東西、共心、東共心、西新町、東新町、生栗須、西新堀、新栄、竹下堀、下之段、東新堀、入部堀、平瀬、下中、中野、矢柄、上矢柄、上辰喰、辰喰、栄、上栄、伊集院、更栄、昭栄、山下、平和（市道横堀広段線と星ケ丘矢柄線と交わる部分から新造山線までの西、北側）

## 進学先中学校
- 鹿屋市立細山田中学校[4]

## 学区内の主な施設
- 鹿屋市立細山田中学校
- 細山田保育園
- 鹿児島県 大隅加工技術研究センター
- 細山田郵便局